# Банова капа
Ба̀нова ка̀па (старо име Бегова капа) е връх в Северен Пирин. Издига се на надморска височина от 2460 m. Върхът се намира западно от връх Зъбът, на скалисто късо разклонение на Каменишкия рид. Връх Банова капа е изграден от гранити, а почите му са планинско-ливадни. Северните му склонове са полегати, покрити със субалпийска тревна растителност, като се среща и клек. Югозападните му склонове са почти отвесни и се спускат към Кози циркус (Беговица).
Най-близката изходна точка към връх Банова капа е хижа „Каменица“ („Беговица“).